# David McFarlan
David McFarlan (ur. 3 października 1862 w Meerut, zm. 2 stycznia 1940) – szkocki rugbysta, reprezentant kraju.
W latach 1883–1888 rozegrał osiem spotkań dla szkockiej reprezentacji w rozgrywkach Home Nations Championship zdobywając trzy gole.